# Col de Belle Roche
Pour les articles homonymes, voir Belle Roche (homonymie).
Le col de Belle Roche est un col de montagne routier situé à 1 056 m d'altitude dans le massif du Jura.

## Localisation
Il se situe dans le département de l'Ain, sur le territoire de la commune du Petit-Abergement. Il est rallié de Nantua via le col de Colliard, situé à 2 km au nord du col en contrebas, qui relie la cluse de Nantua à la combe de Léchaud.
Le col se trouve dans un environnement de prairies de montagne et de résineux, aussi bien à l'ouest (combe de Léchaud) qu'à l'est (Valromey ou les Granges du Poizat).

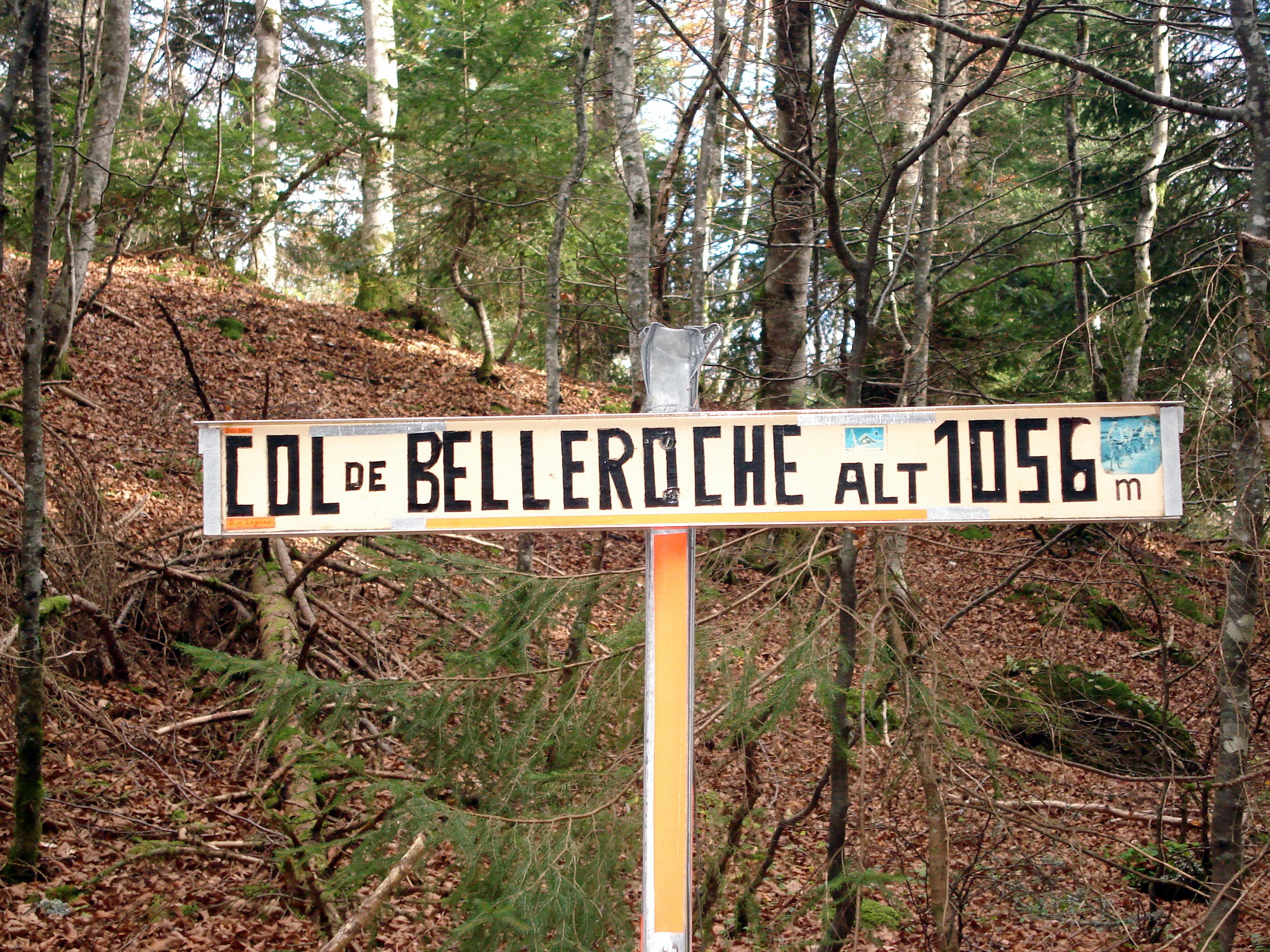
Panneau indicateur.
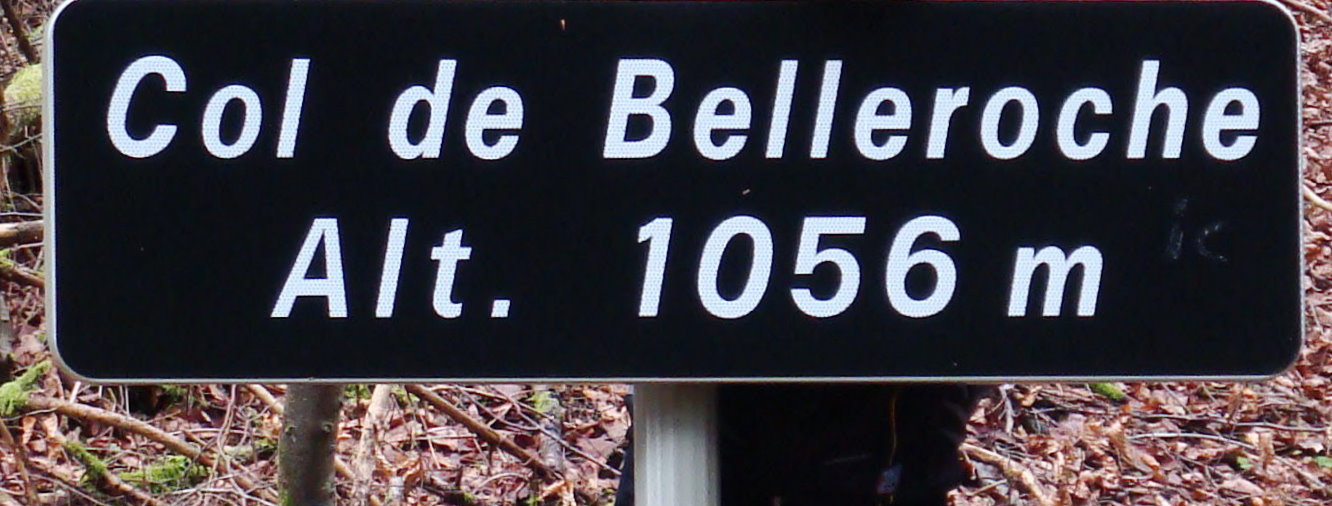
Autre panneau indicateur.